# 自梳 (電影)
《自梳》是由香港導演張之亮所執導拍攝的女同志電影，改編自1997年尖端出版的同名小說。歸亞蕾、劉嘉玲、楊采妮、李綺虹、趙文瑄以及錢嘉樂主演。杭州为主要取景拍摄地，香港於1997年10月23日上映。

## 劇情
現代新女性家慧（李綺虹飾）負笈美國學習建築多年、事業有成，並與其下屬男友阿華（趙文瑄飾）交往四年、即將論及婚嫁。一日，家慧受了父親所託，從美返港、要幫父親陪伴他幼年時的奶媽歡姑（歸亞蕾飾）回廣東順德探視一位親友。一開始兩人相處並不愉快，但就在返鄉的旅程上彼此之間卻也不斷磨合、成為好友。不久，在家慧得知男友已另結新歡時，精神一度幾近崩潰，而歡姑在開導她的過程中，也娓娓道出自己深藏心底幾十年的往事……。
四零年代的廣東順德，對於想要擺脫婚姻桎梏的女性來說，「自梳」衍然蔚為風尚。意歡（楊采妮飾）的父親由於欠了地主一屁股債，打算將意歡賣給老爺當小妾。意歡不從，欲藉由自梳儀式宣誓守貞；然而，地主的家僕闖入自梳女們所待的姑婆屋、想強行帶她走，卻剛巧被路過的好心人、杏花樓的紅牌歌女玉環（劉嘉玲飾）所救，幫助意歡開啟了她獨立而守貞的自梳女生活。一日，意歡在織布廠中得知玉環是廠主陳耀宗（董瑋飾）的新歡，並與她結為手帕之交。然而不幸地，玉環被丈夫耀宗當作談洽生意的籌碼、淪為軍閥手中的玩物，一氣之下，玉環離開陳家並獲意歡收留在姑婆屋。
某日，意歡與初戀情人旺成（錢嘉樂飾）相遇，當晚兩人情不自禁、意歡也就此暗結珠胎。隔日當她回到姑婆屋時，對玉環洩漏了秘密；而玉環也突如其來對她傾吐長久以來的情愫、卻被震驚的意歡拒絕，玉環為此搬離姑婆屋。而正當意歡打算與旺成私奔南洋時，旺成卻以沒有另外的謀生能力為由回絕。傷心欲絕的意歡竟然自行打胎、昏倒在浴間，幸好及時獲姐妹們與玉環送到醫院急救。自此，她終於能了解玉環對她不離不棄的情意；兩人拋開過去、相依為命、攜手迎向新的未來。
本以為寧靜的生活能持續下去，然而，一切卻隨著日本侵略的逼近產生巨變。就在大家準備搭船逃離廣州時，耀宗出現了，還拿著兩張船票要求玉環與他一起逃往美國。玉环将得手的那张票撕成两个半张欲与意欢一起乘船离开，当晚玉环用半张票蒙混过关躲过检查上了船，而意歡手中的半张票被人抢走而未能上船，使得玉環又从船上跳水上岸找意欢。最終，在日軍空襲廣州的當晚，意歡與玉環在逃難的人群中失了散。
家慧为情自杀用刀伤了自己被欢姑及时阻止。最终，歡姑（玉环）在车站与分隔几十年、坐在轮椅上的意欢再次重逢。

## 角色
| 角色 | 演員   | 備註 |
| 玉環 | 劉嘉玲 | 本為杏花樓紅牌歌女，後上岸從良作了耀宗的八姨太。在意歡遇難時救了她，從此兩人結為閨房密友，後來甚至對意歡產生情愫。                                                                               |
| 意歡 | 楊采妮 | 為了不被父親賣給地主作小妾，藉由自梳保貞。後結識玉環並與其成為姐妹淘。陪嫁當天與舊情人旺成相遇、更懷上了他的孩子，卻沒能與旺成私奔南洋；且礙於自梳女必須守貞的規範自行墮胎。後來與玉環相依為命。 |
| 歡姑 | 歸亞蕾 | 年老的玉環，因當年逃難時與意歡走散，於是把名字改為意歡，五十年來都在尋覓昔日摯愛的下落。 |
| 家慧 | 李綺虹 | 事業有成的建築師，本與男友阿華已論及婚嫁，卻因阿華愛上別人而幾近精神崩潰。在陪歡姑回鄉尋人的旅途上逐漸與其磨合、更接受她感情上的開導，終能釋懷。                                                 |
| 阿華 | 趙文瑄 | 家慧的下屬兼男友，後來因移情別戀而拋下阿慧。 |
| 旺成 | 錢嘉樂 | 意歡的初戀情人，後來卻另娶她人為妻。在婚嫁當天與意歡相遇並與之暗通款曲，不過最後因不願放下魚塘的生計而未與意歡私奔。                                                                             |
| 耀宗 | 董瑋   | 生性風流不羈，藉由祖上留下的財力當上紡織廠的老闆，並娶了玉環作八姨太。最後卻為了與軍閥談成絲綢生意出賣了她。                                                                                     |
| 煥姐 | 楊雪儀 | 自梳女之一，將自行刮宮而昏迷的意歡送到玉環處。 |

## 奖项
| 年份   | 頒獎典禮              | 獎項       | 名單   | 結果 |
| ------ | --------------------- | ---------- | ------ | ---- |
| 1997年 | 第34屆金馬獎          | 最佳女配角 | 李綺虹 | 提名 |
| 1998年 | 第17屆香港電影金像獎  | 最佳女主角 | 劉嘉玲 | 提名 |
| 1998年 | 第17屆香港電影金像獎  | 最佳女配角 | 李綺虹 | 提名 |
| 1998年 | 第3屆香港電影金紫荊獎 | 最佳女主角 | 劉嘉玲 | 獲獎 |

## 其他
- 1997第三十四屆金馬獎參賽片
- 1997香港國際影展首映片
- 1997年 第十屆東京國際電影節觀摩片

## 外部連結
- 香港影庫上《自梳》的資料（繁體中文）
- 開眼電影網上《自梳》的資料（繁體中文）
- 豆瓣电影上《自梳》的資料 （简体中文）
- 时光网上《自梳》的資料（简体中文）
- AllMovie上《自梳》的资料（英文）
- 爛番茄上《自梳》的資料（英文）
- 互联网电影数据库（IMDb）上《自梳》的资料（英文）
- 同性戀政治—電影 （页面存档备份，存于）